# Ernest de Sélincourt
Pour les articles homonymes, voir Sélincourt.
Ernest de Sélincourt, né dans le quartier de Streatham à Londres le 24 septembre 1870 et mort le 22 mai 1943 à Kendal, est un érudit, un critique littéraire et un universitaire britannique, spécialiste de la littérature britannique moderne. Il est connu pour avoir édité les œuvres de William Wordsworth et Dorothy Wordsworth.

## Biographie
Ernest de Sélincourt, dont le patronyme est parfois écrit Selincourt, est le fils de Charles Alexandre de Sélincourt, manufacturier textile d'origine française, et de Theodora Bruce Bendall. Sa sœur, Agnes de Selincourt, est principale de Westfield College. Il commence ses études à Huddersfield College, les poursuit en 1885 à Dulwich College, où il découvre la poésie de William Wordsworth. Il s'inscrit à University College à Oxford, en 1890. Il suit notamment les cours d'Arthur Napier, qui est alors maître de conférences à Bedford College. Ernest de Sélincourt se marie le 19 décembre 1896, avec Ethel Shawcross. La même année, il est nommé maître de conférences en littérature britannique à University College, puis en 1899, il prend le poste qui vient d'être créé de maître de conférences en littérature moderne britannique.

### Carrière professionnelle
En décembre 1908, il est nommé professeur titulaire d'une chaire de littérature à l'université de Birmingham, où il réalise ensuite l'ensemble de sa carrière, jusqu'à sa retraite académique en 1935,. Il s'engage en faveur d'un plus large accès à l'université et notamment à l'éducation supérieure des femmes. Au début de sa carrière, il enseigne dans les cours réservés aux femmes du King's College de Londres. Parmi ses étudiantes figure Virginia Woolf (alors Virginia Stephen). En 1919, il devient doyen de la faculté des lettres de Birmingham, et en 1931, vice-principal de l'université. Il est professeur de poésie de l'université d'Oxford de 1928 à 1933 et il est professeur invité de 1927 à 1931, dans plusieurs universités en France, en Allemagne et aux États-Unis.

### Activités de recherche et éditoriales
Ses recherches portent sur les écrivains britanniques, depuis Chaucer jusqu'à l'époque contemporaine. Il réalise des éditions scientifiques de John Keats (1905), Edmund Spenser (1912), Walter Savage Landor (1915), et Walt Whitman (1920). Il est surtout connu pour ses études sur les écrits de William Wordsworth et de sa sœur, Dorothy Wordsworth. Ainsi, en 1906, il publie une édition scientifique de Guide to the Lakes (en) de Wordsworth, puis une édition critique de The Prelude, en 1926, et en cinq volumes, The Poetical Works of William Wordsworth, édité entre 1940 et 1949, plusieurs à titre posthume. En 1933, il publie une biographie de Dorothy Wordsworth, basée sur les documents familiaux confiés par Gordon Wordsworth, le petit-fils de William, puis édite plusieurs de ses écrits . Il est président de la bibliothèque du Wordsworth Trust à Dove Cottage, qui rassemble les manuscrits des Wordsworth. Il meurt à Kendal, d'une insuffisance cardiaque, le 22 mai 1943.
Ses écrits sont conservés à l'université de Birmingham.

### Vie personnelle
Ernest de Sélincourt va en France en mars 1917 en tant que professeur avec le YMCA. Il se marie avec Ethel Shawcross en 1896 à Battle dans le Sussex. Lors du recensement de 1911, ils avaient quatre enfants, dont une fille qui épouse l'universitaire Charles Morris. Son épouse décède à Oxford en 1931.

## Distinctions
- 1927 : membre de la British Academy
- 1929 : docteur honoris causa de l'université d'Édimbourg (LLD)
- 1930 : fellow de University College d'Oxford

## Œuvres
- (en) The Poetical Works of Edmund Spenser (1910) éditeur, trois volumes
- (en) English poets and the national ideal quatre conférences (1915)
- (en) The Poems of John Keats (1920) éditeur
- (en) Guide to the Lakes (en) par William Wordsworth (1926) éditeur
- (en) The Prelude, or Growth of a Poet's Mind par William Wordsworth (1928) éditeur
- (en) Journals of Dorothy Wordsworth (1933) éditeur
- (en) Dorothy Wordsworth (1933)
- (en) Oxford Lectures on Poetry (1934)
- (en) The Letters of William and Dorothy Wordsworth (1935-1939) éditeur, six volumes
- (en) Recollections of a Tour Made in Scotland (en) (1941), éditeur (par Dorothy Wordsworth)